# عبدالله ناهید
عبدالله خان افتخارالسلطان (۱۲۶۸  سلیمان‌کندی سقز - ۱۶ آبان ۱۳۲۴ سلیمان‌کندی سقز) که نام خانوادگی ناهید برگزید، نویسنده، ادیب، نقاش و از خوانین و مالکان سقز بود که سه دوره این شهرستان را در مجلس شورای ملی نمایندگی کرد.
پدرش مصطفی بیگ پسر آقاشیر بیگ پسر آقا فیض‌الله بیگ از سران عشیره فیض‌الله‌بیگی کردستان و مالک روستای سلیمان‌کندی بود. تبار او به بابا عمر ملقب به بابا میر می‌رسد. 
عبدالله خان به روایتی در ۱۳۱۱ هجری قمری (۱۲۷۱ یا ۱۲۷۲ خورشیدی)  و به روایتی در ۱۲۶۸ خورشیدی به دنیا آمد. تحصیل را در زادگاهش سلیمان‌کندی سقز که ملک پدری‌اش بود آغاز کرد و در مدرسه قاضی علی ساوجبلاغ مکری (مهاباد) به شیوه قدیم ادامه داد. سپس به زادگاهش بازگشت و به ملکداری و کشاورزی پرداخت. 
عبدالله خان نزد خود به مطالعه ادامه داد و علاوه بر مطالعه در ادبیات و تاریخ و جغرافیا، با علاقه و پشتکار شخصی نقاشی و نواختن تار آموخت. همچنین استادی پیدا کرد که به او زبان فرانسه بیاموزد و با زبان روسی نیز آشنا شد. سپس خود دست به تألیف و نگارش برد. 
عبدالله خان در دوران جنگ جهانی اول نقش مهمی در آرامش منطقه ایفا کرد و در این دوران، مدتی هم حاکم سقز شد.  در سال ۱۳۱۶ خورشیدی به نمایندگی سقز و بانه در مجلس شورای ملی انتخاب شد (دوره یازدهم) و دو دوره بعد را نیز بر کرسی نمایندگی این حوزه انتخابیه نشست. پس از پایان دوران نمایندگی‌اش در سال ۱۳۲۲ به زادگاهش برگشت و همان جا هم درگذشت.

## آثار
- پهلوانان گمنام (شش جلد)
- تکوین کاینات
- چگونه به مریخ رفتم (دو جلد)
- تاریخ زندگی من
- خاطرات من
- احمد و رعنا
- لغت‌نامه فارسی به کردی
- مصاحبه با شیطان
- علی چکمه سور